# Ренато Марсілья
Ренато Марсілья (порт. Renato Marsiglia, нар. 3 червня 1951, Ріу-Гранді, Ріу-Гранді-ду-Сул) — бразильський футбольний арбітр. Арбітр ФІФА у 1990—1994 роках. 

## Кар'єра
Найбільш відомий тим, обслуговував два матчі під час чемпіонату світу з футболу 1994 року у Сполучених Штатах.
Марсілья також працював на Молодіжних чемпіонатах світу з футболу 1991 та 1993 років, а також у кваліфікаціях до чемпіонату світу з футболу 1994 року .
Він був футбольним коментатором на Rede Globo, який спеціалізувався на аналізі виступів арбітрів до 2018 року.